# Goldeck (szczyt)
Goldeck – szczyt w Alpach Gailtalskich, w Alpach Wschodnich. Leży w Austrii, w Karyntii. Na północno-zachodnich stokach góry znajduje się ośrodek narciarski "Goldeck" z licznymi trasami narciarskimi i wyciągami. Od stóp góry w miejscowości Spittal an der Drau prowadzi kolejka linowa do środkowej stacji (1650 m), a druga kolejka aż do szczytu. Na wschód, poniżej szczytu na wysokości 1929 m znajduje się schronisko Goldeckhütte. Na szczycie znajduje się krzyż.